# Коронавірусна хвороба 2019 в Афганістані
Спалах коронавірусної хвороби 2019 в Афганістані — це поширення пандемії коронавірусної хвороби 2019 на територію Афганістану. Перший випадок на території країни зареєстровано 24 лютого 2020 року в місті Герат. Станом на 17 червня 2021 року в усіх 34 провінціях країни було зареєстровано 98844 підтверджених випадків хвороби на 547827 тестувань, 62698 хворих одужали та 3943 померли. Найбільше випадків хвороби зареєстровано в провінції Кабул — 18896, на другому місці провінція Герат з 9343 випадками хвороби, у провінції Балх зареєстровано 3431 випадків хвороби.

## Масове повернення громадян Афганістану з Ірану та Пакистану
У березні 2020 року майже 150 тисяч афганців повернулися з Ірану через поширення епідемії коронавірусної хвороби на всій території Ірану, переважно через прикордонний перехід біля міста Іслам-Кала в провінції Герат. Протягом місяця у цьому прикордонному переході кордон перетинало понад 1000 людей за день. Одночасно в період з березня по квітень 2020 року у провінції Герат кількість випадків коронавірусної хвороби перевищила 200. Понад 60 тисяч афганців повернулися з Пакистану за три дні через прикордонні переходи в Чамані та Торкхемі.

## Хронологія

### 2020

#### Лютий
23 лютого щонайменше у трьох громадян Афганістану, які проживали в місті Герат, які нещодавно повернулися з іранського міста Кум, зареєстровано підозру на коронавірусну хворобу. Зразки їх крові направлені до Кабула для подальшого дослідження.
24 лютого в Афганістані підтверджено перший випадок коронавірусної хвороби в одного із трьох підозрюваних випадків з Герата, 35-річного чоловіка, у якого виявлено позитивний результат тесту на коронавірус.

#### 1-14 березня— початок поширення
7 березня в провінції Герат виявлено 3 нові випадки коронавірусної хвороби, унаслідок чого кількість випадків хвороби в країні збільшилась до 4.
10 березня зареєстровано перший випадок хвороби в країні поза межами провінції Герат, у провінції Саманган, унаслідок чого в Афганістані кількість хворих коронавірусною хворобою зросла до 5. Цей хворий нещодавно відвідував Іран. Увечері цього ж дня кількість хворих у країні зросла до 7 після того, як міністерство охорони здоров'я країни повідомило про виявлення ще двох випадків хвороби в провінціях Герат та Саманган.
14 березня в країні виявлений десятий випадок коронавірусної хвороби. Міністерство охорони здоров'я Афганістану повідомило про виявлення перших випадків хвороби в провінціях Балх і Капіса, в провінції Саманган зареєстровано третій випадок хвороби. У районі Давлатабад на півночі провінції Балх 23-річна хвора втекла з місцевої лікарні після виявлення в неї позитивного тесту на коронавірус. Цього ж дня повідомлено про 14 випадок хвороби в країні, після того, як губернатор провінції Герат Абдул Каюм Рахімі повідомив про новий позитивний випадок коронавірусної хвороби в провінції. Загальна кількість випадків захворювання в провінції Герат зросла до 6. 14 березня зафіксовано перше одужання від коронавірусної хвороби в Афганістані в Гераті. Одужалий мав на ім'я Вахід Ахмад та був також першим випадком хвороби в країні, інфікувався коронавірусом в іранському місті Кум, та лікувався в місцевій лікарні протягом двох тижнів. Повідомлено також, що перший хворий, який одужав від коронавірусної хвороби в країні, ще знаходиться удома на карантині. 20 березня міністерство охорони здоров'я повідомило, що в цього чоловіка проведено вже три контрольні тести на коронавірус, які були негативними, після чого йому дозволено припинити карантин.

#### 15-24 березня— перша смерть
15 березня було зареєстровано 5 нових випадків, у тому числі перший випадок у провінції Дайкунді.
16 березня в країні виявлено 5 нових випадків хвороби, унаслідок чого загальна кількість випадків хвороби в країні зросла до 21. 38 пацієнтів, у тому числі один хворий з підтвердженим позитивним результатом, втекли з карантину в провінції Герат, побивши працівників лікарні та розбивши вікна за допомогою родичів. Цих пацієнтів відправили на карантин після повернення з Ірану. Того ж дня таліби повідомили, що заарештували хвору, яка втекла з лікарні в Давлатабаді в провінції Балх, і повернули її органам охорони здоров'я.
17 березня в країні виявлено загалом 22 випадки хвороби. Цього дня до лікарні повернули 7 хворих, які втекли з лікарні в провінції Герат. До 19 березня підтверджено два нових позитивних випадки уперше в провінціях Бадгіс та Логар.
22 березня повідомлено про виявлення 10 позитивних випадків з 97 тестувань, унаслідок чого кількість випадків хвороби в країні зросла до 34. Підтверджено перші випадки хвороби в провінціях Газні, Кандагар та Забуль. Обидва нових випадки у провінції Кабул були іноземними дипломатами. Про першу можливу смерть від COVID-19 в Афганістані також повідомлено 22 березня. Хворий чоловічої статі був одним із нових підозрюваних випадків, та мав відповідні симптоми. Міністерство повідомило, що цей хворий звернувся до лікарні в Гераті у зв'язку з наявністю серцевих хвороб, проте після виявлення в нього ознак COVID-19 його доставили до центру лікування коронавірусної хвороби в провінції. За результатами патологоанатомічного розтину цього хворого повинно бути встановлено, чи він помер від хвороби серця, чи від коронавірусної хвороби.
22 березня Халілулла Хекматі, керівник управління охорони здоров'я провінції Балх, оголосив про першу підтверджену смерть громадянина Афганістану внаслідок коронавірусної хвороби. Цей хворий помер у районі Чимтал у провінції Балх. Позитивний тест у нього підтвердився 22 березня, проте 40-річний хворий помер за три дні до цього. До кінця дня кількість випадків зросла до 40 після повідомлення про 6 нових випадків. Серед них були перші два випадки у провінції Фарах та перший у провінції Гор. У Гераті виявлено 3 нові випадки. За останню добу в країні виявлено 18 нових випадків хвороби, що стало на той час найбільшим приростом випадків хвороби за день. 23 березня було зареєстровано два нових випадки хвороби в провінціях Логар та Саманган. 24 березня в країні зареєстровано 32 нових випадки хвороби, внаслідок чого загальна кількість випадків зросла до 74. Всі нові випадки хвороби зареєстровані в Гераті.

#### 25-31 березня— спалах
25 березня в країні зареєстровано 5 нових випадків хвороби та другу смерть унаслідок коронавірусної хвороби. Загальна кількість випадків хвороби в країні зросла до 79. Пізніше цей показник зріс до 84 підтверджених випадків хвороби. Цього дня померла ще одна хвора, 45-річна жінка з провінції Герат. Перший випадок хвороби виявлено в провінції Німруз, перший хворий у якій нещодавно відвідував Іран. Також повідомлено про друге одужання в країні.
26 березня повідомлено відразу про дві смерті від коронавірусної хвороби. Першим померлим став 55-річний чоловік, який помер у лікарні в Гераті. Другим померлим увечері став чоловік, який повернувся до Герата з Лондона. Загальна кількість померлих у країні зросла до чотирьох. Також повідомлено про 10 нових випадків хвороби. 8 випадків зареєстровані в провінції Герат, 2 випадки зареєстровані в провінції Німруз.
27 березня міністерство охорони здоров'я країни повідомило про виявлення 16 нових випадків хвороби. Ці випадки включали 11 нових випадків у провінції Герат, 3 у провінції Фарах, та 1 у провінції Гор. Загальна кількість випадків хвороби в країні досягла 110. Також повідомлено про третє одужання в країні. До 29 березня в країні зареєстровано загалом 120 випадків хвороби. 30 березня виявлено 25 нових випадків хвороби, загальна кількість випадків у країні зросла до 145. Перші випадки були зафіксовані в провінціях Бадахшан, Нангархар, Пактія та Сарі-Пуль. Повідомлено також про 2 одужання. 31 березня міністерство охорони здоров'я повідомило про 4 нових випадки з 60 тестів. Два випадки хвороби було зареєстровано в Кандагарі, по одному новому випадку зафіксовано в провінціях Дайкунді та Німруз. Пізніше виявлено ще 22 позитивні випадки хвороби: 12 у Гераті, 6 у Кабулі та по одному новому випадку в Баглані (перший у провінції), провінціях Газні та Пактія. На кінець березня кількість випадків хвороби досягла 196.

#### 1-9 квітня
1 квітня повідомлено про виявлення 43 нових випадків хвороби, у тому числі 16 лікарів та медсестер в Гераті, а також два випадки у столиці країни Кабулі. Загальна кількість випадків коронавірусної хвороби в країні зросла до 239. Медичні працівники повідомили, що понад 100 співробітників лікарень у провінції Герат спостерігаються з підозрою на коронавірусну хворобу.
Уранці 2 квітня в країні зареєстровано ще 6 нових випадків хвороби. 5 з них виявлені в провінції Кабул, а один в провінції Дайкунді. Загальна кількість випадків хвороби в країні досягла 245. Увечері ця цифра досягла 273 після виявлення 15 нових випадків у провінції Герат і нової смерті хворого. 13 інших нових випадків виявлені в провінціях Баглан, Кабул, Кандагар та Пактія.
3 квітня кількість підтверджених випадків хвороби досягла 281. 20 нових випадків зареєстровано в Гераті, 14 у Кабулі, та по одному в провінціях Гор, Нангаргар та Німроз. Увечері міністерство охорони здоров'я повідомило про виявлення 299 нових випадків. У провінції Герат виявлено 206 випадків, а провінція Кабул була другою за кількістю випадків (43). У провінції Герат випадки виявлені у 144 чоловіків та 60 жінок, 4 хворих померли та 5 одужали. Нові випадки хвороби зареєстровані також у провінціях Балх, Газні, Логар та Саманган. Перші випадки хвороби зареєстровані в провінціях Фар'яб і Кундуз.
4 квітня міністерство охорони здоров'я країни повідомило, що загальна кількість випадків хвороби досягла 337. Також повідомлено про сьому смерть від коронавірусної хвороби в країні, зареєстровано 2 одужання. 38 нових випадків хвороби виявлено в 9 провінціях. Також повідомлялено про сьому смерть від коронавірусної хвороби в країні, ще двоє хворих одужали. 38 нових випадків хвороби виявлено в 9 провінціях. У провінціях Герат та Кабул виявлено по 10 нових випадків. У провінції Кандагар виявлено 8 випадків, у провінції Пактія 3, у провінціях Балх і Саманган по 2, а в провінціях Капіса та Забуль виявлено по 1 новому випадку. Перший випадок хвороби зареєстровано в провінції Тахар. Кількість випадків у провінції Герат зросла до 216, а в провінції Кабул до 53 випадків.
5 квітня міністерство охорони здоров'я підтвердило 30 нових випадків хвороби, унаслідок чого загальна кількість випадків у країні зросла до 367. У провінції Герат зареєстровано 16 нових випадків, у провінції Кабул 6 нових випадків, у провінції Німруз 3, у провінціях Фар'яб і Кундуз по 2, у провінції Дайкунді 1 новий випадок. За добу одужали 5 хворих, загальна кількість одужань в Афганістані досягла 17.
6 квітня кількість померлих зросла до 11, одинадцятим померлим став лікар з приватної лікарні в Кабулі. Міністерство охорони здоров'я також повідомило про вісімнадцяте одужання. З 2737 підозрюваних випадків лише у 367 підтвердились позитивні результати. Увечері повідомлено, що в провінції Герат було зареєстровано 27 нових випадків із 140 тестів, 21 з них чоловіки, 6 з них жінки. Усього виявлено 56 нових випадків. У Кабулі виявлено 12 нових випадків, у Кандагарі 10, у Балху 5, а у Нангаргарі 2 нових випадки. Загальна кількість випадків хвороби в країні зросла до 423.
7 квітня в провінції Кандагар було зареєстровано два нових випадки хвороби. 8 квітня повідомлено про 14-ту смерть та 20-те одужання. Помер лікар у одній із клінік у Кабулі, яку після цього закрили. Перші випадки захворювання були зареєстровані в провінціях Гільменд і Вардак. 9 квітня було зареєстровано 40 нових випадків, а також 15 смертей та 32 одужання. 14 нових випадків було зафіксовано в провінції Німруз, 10 у Кабулі, 7 у Кандагарі, 4 у Пактії, по 2 у Балху та Баміані (перші випадки у провінції), та ще один новий випадок у провінції Логар. З 257 випадків у провінції Герат було зареєстровано 4 померлих, усього по країні померло 15 хворих. Незважаючи на це, 9 квітня нових випадків у провінції Герат не зафіксовано через відсутність наборів для тестування. Міністерство охорони здоров'я повідомило, що смертельні випадки до 9 квітня зареєстровані в наступних провінціях — по 4 смерті в провінціях Балх і Герат, 3 в провінції Кабул, 2 в провінції Нангархар, та по одному в провінціях Дайкунді та Тахар.

#### 10-19 квітня
10 квітня виявлено 37 нових випадків хвороби, у тому числі перший випадок у провінції Парван. У Кабулі було зафіксовано 16 нових випадків, у Гераті 8, у Дайкунді, Кандагарі, Логарі, Тахарі було по 2 нових випадки. Міністерство охорони здоров'я країни також повідомило про виявлення нового випадку хвороби в Баміані. До 10 квітня щонайменше у 20 працівників Аргу (Президентського палацу) діагностовано COVID-19 у Кабулі.
Увечері міністерство охорони здоров'я країни повідомило про виявлення 34 нових випадків хвороби. У Гераті та Кабулі було по 8 нових випадків, у Кандагарі 5, у Німрузі і Вардаку по 4, у Балху 2, у Бадгісі, Баглані і Горі по одному новому випадку. Загальна кількість випадків хвороби в країні досягла 555, після виявлення 71 нових випадків, що стало найбільшою кількістю випадків, зареєстрованих за один день в Афганістані. Також повідомлялося про три нових летальних випадки, серед яких двоє чоловіків у Кабулі. Один із цих двох чоловіків інфікував COVID-19 ще 12 членів своєї родини. Ці чоловіки мали 67 та 37 років.
11 квітня зареєстровано 52 нових випадки хвороби, унаслідок чого загальна кількість випадків досягла 607. У Кабулі було 28 нових випадків, у Кандагарі 8, у Гераті 7, у Балху 4, у Баміані 2, в провінціях Гільменд, Нангаргар і Пактія зареєстровано по одному новому випадку хвороби. 12 квітня міністерство охорони здоров'я повідомило про три нові смерті від коронавірусної хвороби, кількість одужань у країні досягла 38. Зафіксовано 58 нових випадків хвороби у шести провінціях. У Кандагарі було 28 нових випадків, в Кабулі — 13, у Гільменді 7, у Німрузі 6, у Тахарі 3, в провінції Кундуз виявлено один випадок. У провінції Герат вдруге за останній тиждень не зареєстровано нових випадків хвороби через відсутність наборів для тестування. Кількість випадків у провінції Герат досягла 280, у Кабулі кількість випадків зросла до 146. Кількість випадків у Кандагарі різко зросла до 75.
13 квітня міністерство охорони здоров'я повідомило про 49 нових випадків хвороби в 6 провінціях. У Кабулі було 18 нових випадків, у Кандагарі з 15, у Балху 6, у Газні і Гераті по 4, у провінції Нангаргар зареєстровано 2 нових випадки. Загальна кількість випадків хвороби зросла до 714, також повідомлено про 40-е одужання, та про 2 померлих, унаслідок чого кількість померлих досягла 23.
14 квітня повідомлено, що в районі Суробі в провінції Кабул зареєстровано 31 випадок коронавірусної хвороби, серед яких були лікарі та поліцейські. 14 квітня в країні загалом виявлено 70 нових випадків хвороби в 11 провінціях. У провінції Кабул було 31 новий випадок, у Гераті 22 випадки, у Газні та Кандагарі по 3 нових випадки, у Нангархарі, Німрузі та Вардаку по 2, у Баглані та Фар'ябі по одному. Перші два випадки були зафіксовані в провінції Кунар, перший випадок також зареєстровано в провінції Урузган. У Гераті кількість випадків зросла до 306. Кількість випадків у Кабулі досягла 209, 11 з яких одужали та 6 померли. Загальна кількість випадків хвороби в країні сягнула 784, з яких 43 одужали та 25 померли. 15 квітня виявлено 56 нових випадків хвороби, загальна кількість випадків зросла до 840. У Кабулі зареєстровано 37 нових випадків. Міністерство охорони здоров'я повідомило про 11 нових випадків одужання та 5 смертей.
16 квітня міністерство охорони здоров'я країни повідомило про виявлення 66 нових випадків хвороби із 465 тестувань, а також 45 нових одужань. Загальна кількість випадків у країні досягла 906, кількість одужань зросла до 99. У Кабулі зареєстровано 26 нових випадків, у Кандагарі 15, у Балху 6, у Гераті та Кундузі по 5, у Гільменді 4, у Кунарі і Нангаргарі — по одному випадку. Перші 3 випадки були зафіксовані в провінції Лагман. У Гераті зареєстровано 43 нових одужання, тоді як у провінціях Гор і Кандагар зареєстровано по одному новому одужанню.
17 квітня міністерство охорони здоров'я повідомило про 27 нових випадків хвороби та 13 нових випадків одужання. У Кабулі виявлено 12 нових випадків, у провінції Пактія 7, у Логарі 4, у Гераті 2, у Баміані та Дайкунді по одному новому випадку. 18 квітня 65-річний чоловік став шостим померлим у Балху, а також 31-м смертельним випадком в Афганістані, оскільки міністерство охорони здоров'я повідомило, що протягом останньої доби померли 3 хворих. Зареєстровано 63 нові випадки у 8 провінціях, у тому числі перший випадок у провінції Джаузджан. У Кабулі було 31 новий випадок, у Балху 16, у Кунарі 6, у Гераті 4, у Баглані 3. У Фар'ябі і Лагмані виявили по одному новому випадку хвороби. Того дня було зафіксовано ще дві смертівід коронавірусної хвороби, зокрема власника приватної лікарні в Кабулі та хірурга в Джаузджані, а також 15 нових одужань. Загальна кількість одужань досягла 131, загальна кількість випадків зросла до 996. 19 квітня повідомлено про ще 3 смертельні випадки хвороби: два в Кабулі та один у Кандагарі. Міністерство охорони здоров'я повідомило про виявлення 35 нових випадків хвороби, загальна кількість випадків досягла 1031. У Кабулі було 15 нових випадків, у Лагмані 9, у Гераті 6, у Кунарі 4, у Нангаргарі один новий випадок. До 19 квітня у 110 медичних працівників (90 чоловіків та 20 жінок) підтверджено позитивний тест на коронавірус, 4 з них померли. Кількість одужань зросла до 135. Кількість випадків коронавірусної хвороби серед працівників президентського палацу Арг зросла до 40.

#### 20-30 квітня
20 квітня було підтверджено 66 нових випадків хвороби з 311 проведених тестів. У Кабулі виявлено 52 нових випадки, у Лагмані 5, у Баглані і Нангаргарі 4, у Пактії один новий випадок. Також було зафіксовано 15 нових одужань. Загальна кількість випадків досягла 1092, загальна кількість одужань досягла 150. 21 квітня міністерство охорони здоров'я повідомлено про 84 нових випадки хвороби. У Кабулі зареєстровано 28 нових випадків, у Кандагарі 22, у Нангаргарі 6, у Німрузі 5, у Гільменді і Капісі по 4, у Гераті й Кунарі по 3, у Газні й Забулі по 2, в Баміані, Фараху, Лагмані, Пактії і Парваі зареєстровано по 1 новому випадку. Кількість померлих досягла 40, кількість одужань досягла 166.
22 квітня було оголошено про дві нових смерті, а також про 14 нових одужань. Міністерство охорони здоров'я підтвердило виявлення 106 нових випадків. У Кандагарі виявлено 53 нових випадки, у Гераті 21, у Кундузі 15, у Джаузджані 10, у Кабулі та Нангаргарі по 6, у Німрузі 5, у Капісі та Логарі 4, у Кунарі та Пактії по 3, у Газні 2, у Парвані та Тахар виявлено по одному випадку. У провінціях Пактика та Панджшер зафіксували перші два випадки захворювання.
23 квітня підтверджено 63 нових випадки хвороби. З 95 випадків (включаючи деякі з попереднього вечора), у Кандагарі було 53 нових випадки, у Балху 21, у Кабулі 11, у Тахарі 10, у Нангаргарі та Панджшері по 5, у Гераті 3, у Фараху 2, а в Дайкунді, Лагман, Німрузі та Парвані зафіксовано по одному випадку. Міністерство охорони здоров'я повідомило про 5 одужань у Гераті та 4 одужання в Кандагарі. Загальна кількість одужань досягла 188. Нова смерть зареєстрована в Кандагарі, загальна кількість померлих у країні зросла до 43. Увечері повідомили про 21 нових випадок хвороби в Балху та ще один новий випадок в Німрузі. Хворий з підозрою на коронавірусну хворобу в Кабулі помер до того, як у нього підтвердився позитивний результат тесту.
24 квітня міністерство охорони здоров'я повідомило про виявлення 112 нових випадків хвороби. Із 133 випадків (частина зареєстровані попереднього вечора) у Гераті зареєстровано 25, у Балху 21, у Кандагарі 20, у Кабулі та Пактії 16, у Німрузі та Самангані по 7, у Капісі, Логарі та Забулі по 3, у Баміані, Горі та Урузгані по 2, у Баглані, Гільменді, Парвані та Вардаку виявлено по 1 новому випадку. Також повідомлено про 4 нових смерті протягом доби. Одним з померлих був Асадулла Фазлі, який раніше працював головою дирекції охорони здоров'я Кунара. Кількість одужань досягла 206. 25 квітня кількість смертей зросла до 50. З трьох нових смертей дві були в Газні та одна в Гераті. 68 із 242 проведених у країні тестів на коронавірус були позитивними. У Газні зареєстровано 13 нових випадків хвороби, у Пактії 11, Пактиці 9, у Балху 8, у Бадгісі і Кабулі по 6, у Гераті і Нангаргарі по 4, у Хості і Лагмані по 3, і один випадок був зафіксований у Баглані. Кількість одужань досягла 207.
26 квітня виявлено 172 нових випадків хвороби з 600 проведених тестів у 18 провінціях. У Балху виявлено 34 нових випадки хвороби, у Гераті 33, у Кабулі 27, у Кандагарі 21, у Баглані та Пактії по 8, у Кундузі 7, у Горі та Сарі-Пулі по 5, у Фар'ябі, Німрузі та Самангані по 4, у Хості, Лагмані та Нангаргарі по 3, у Гільменді 2, у Пактіці і Панджшері зафіксувано по одному новому випадку. Міністерство охорони здоров'я підтвердило також 7 нових смертей. Кількість одужань досягла 220. 27 квітня виявлено 125 нових випадків хвороби з 361 тестувань у 18 провінціях. У Гераті виявлено 21 новий випадок, у Кабулі 15, у Балху 10, у Логарі 9, у Джаузджані 8, у Лагмані, Пактії та Панджшері по 7, у Газні та Тахарі по 6, у Нангархарі 5, у Гільменді, Кунарі та Вардаку по 2, у Бадахшані, Бадгісі та Каписі зареєстровано по одному новому випадку. Повідомлено про один новий летальний випадок. Кількість одужань досягла 228.
28 квітня в країні виявлено 111 нових випадків хвороби. Загальна кількість випадків хвороби в країні досягла 1939. Кількість смертей зросла до 60, кількість одужань досягла 252. 29 квітня підтверджено 232 позитивних тести з 581 зразків у 23 провінціях. Кількість підтверджених випадків хвороби досягла 2171. У Кандагарі зареєстровано 45 нових випадків хвороби, у Балху 41, у Кабулі 20, у Газні 12, у Логарі та Пактії по 10, у Панджшері та Самангані по 9, у Тахарі 8, у Кундузі 7, у Баглані та Нангархарі по 5, у Бадгісі та Вардаку по 4, у Лагмані 3, у Пактиці та Парвані по 2, у Фар'ябі і Сарі-Пулі зареєстровано по одному новому випадку. Повідомлялено про 4 нові смерті, 2 в Гераті та одину в Кабулі. Кількість одужань досягла 260.
30 квітня виявлено 164 нових випадки хвороби. Кількість випадків зросла до 2335. Міністерство охорони здоров'я повідомило про 50 нових одужань та 4 нових смерті. Кількість одужань досягла 310. Інфіковано коронавірусом 228 медичних працівників.

#### 1-9 травня
1 травня міністерство охорони здоров'я повідомило про виявлення 179 нових випадків хвороби з 591 тестів у 12 провінціях, загальна кількість випадків зросла до 2469. Міністерство охорони здоров'я повідомило, що з 164 останніх випадків в Кабулі зареєстровано 75, у Гераті 23, у Балху 18, у Джаузджан 16, у Кандагарі 15, у Газні 10, у Баглані 7, у Логарі 5, у Тахарі 4, у Горі 3, у Забулі 2, а у Гільменді один новий випадок. Кількість одужань досягла 331, кількість померлих досягла 72. Інфіковано 249 медичних працівників.
2 травня міністерство охорони здоров'я повідомило про виявлення 235 нових випадків хвороби. У Кабулі виявлено 65 нових випадків, у Кандагарі 54, у Гераті 19, у Панджшері 14, у Тахарі 13, у Нангархарі 12, у Горі та Самангані по 10, у Баглані 9, у Вардаку 7, у Бадгісі, Баміані і Лагмані по 5, у Сарі-Полі 3, у Кунарі та Парвані по 2, у Фараху і Гільменді по одному новому випадку. Кількість одужань досягла 345. Зареєстровано 13 нових смертей, кількість померлих сягнула 85.
3 травня міністерство охорони здоров'я повідомило про 190 нових випадків хвороби. У Пактії зареєстровано 41 новий випадок хвороби, у Гераті 30, у Кандагарі 25, у Кабулі 24, у Балхі 17, у Нангархарі 13, у Лагмані 11, у Фараху 9, у Сарі-Пулі 6, у Кунарі 5, у Забулі 3, у Пактиці 2, у Гільменді, Хост, Німруз та Урузган виявлено по одному новому випадку хвороби. Зареєстровано 5 нових смертей, з них 2 в Пактії, у Гераті, Кабулі та Вардаку зареєстровано по одній смерті. Кількість померлих досягла 90, хкількість одужань досягла 397.
4 травня міністерство охорони здоров'я повідомило про виявлення 330 нових випадків хвороби, що є найбільшою кількістю випадків, зареєстрованих за один день в Афганістані з початку епідемії. У Гераті виявлено 59 нових випадків хвороби, у Кабулі 45, у Кандагарі 41, у Балху 38, у Пактії 26, у Нангархарі 13, у Панджшеру — 12, у Лагмані і Тахарі по 11, у Логарі та Самангані по 10, у Пактиці 9, у Парвані 7, у Фар'ябі 6, у Газні, Кунарі і Кундузі по 5, у Капісі і Вардаку по 4, у Бадахшані і Забулі по 3, у Фараху 2, у Гільменді зареєстровано один новий випадок. Зареєстровано 5 нових смертей, серед яких 2 у Логарі. У Баглані, Лагмані і Нангархарі зареєстровано по одній смерті. Кількість померлих досягла 95, кількість одужань досягла 421.
5 травня міністерство охорони здоров'я повідомило про 31 нове одужання та 9 нових смертей. З 168 нових випадків у Кабулі зареєстровано 67, у Гераті 32, у Кандагарі 14, у Нангархарі 11, у Фар'ябі і Лагмані по 9, у Логарі 8, у Баглані, Балху і Пактії по 4, у Кунарі 2, у Гільменді, Самангані і Сарі-Пулі зареєстровано по одному новому випадку. Перший випадок був зафіксований у провінції Нуристан, яка стала останньою провінцією, в якій виявлено випадок коронавірусної хвороби. Кількість одужань досягла 458, кількість померлих досягла 104.
7 травня повідомлено, що позитивний тест підтверджено в міністра охорони здоров'я країни доктора Ферозуддіна Фероза, який знаходиться на самоізоляції вдома. Міністерство охорони здоров'я повідомило про виявлення 215 нових випадків хвороби. У Герату виявлено 57 випадків хвороби, у Кабулі 50, у Балху 31, у Кандагарі 17, у Джаузджані 11, у Пактії 9, у Горі 8, у Кунарі 7, у Логарі 6, у Нангархарі 5, у Фар'ябі 4, у Пактиці та Забулі по 3, у Хості та Лагмані зареєстровано по 2 випадки. У Гераті було зареєстровано 4 нових одужання. Повідомлялося про 2 нових смерті. Одним з померлих був 30-річний чоловік з Нангархару, який мав хворобу серця, а іншим був 50-річний чоловік з Кандагара, який хворів астмою.
8 травня міністерство охорони здоров'я повідомило про виявлення 253 нових випадків хвороби з 520 тестувань. У Гераті виявлено 71 новий випадок хвороби, у Балху 43, у Нангархарі 39, у Тахарі 24, у Джаузджані 22, у Пактії 16, у Кундузі та Лагмані по 11, у Газні 8, у Кабулі 4, у Баміані, Кунарі, Нуристані та Панджшер виявлено по одному новому випадку. Повідомлено про 29 нових одужань та 6 нових смертей. Кількість померлих досягла 115, а загальна кількість одужань досягла 502.
9 травня міністерство охорони здоров'я повідомило про 361 новий випадок хвороби. У Кабулі виявлено 117 нових випадків хвороби, у Гераті 59, у Балху 31, у Кандагарі 26, у Баглані 21, у Фараху 18, у Лагмані 12, у Самангані та Вардаку по 11, у Панджшері 9, у Нангархарі та Парвані по 8, у Кунарі сім, у Гільменді 5, у Бадахшані та Газні по 4, у Джаузджані та Сарі-Пулі по 3, у Пактциці 2, у Пактії та Забулі виявлено по одному новому випадку. Інфікування коронавірусом виявлено в 6 ув'язнених в провінції Нангархар. Зареєстровано 4 нових смерті, внаслідок чого кількість померлих зросла до 120. 65 хворих одужали за останню добу.

#### 10-19 травня
10 травня міністерство охорони здоров'я повідомило про 285 нових випадків хвороби. У Кабулі зареєстровано 161 новий випадок хвороби з 365 тестувань, у Кандагарі 30, у Бадгісі та Логарі по 18, у Кунарі та Нангархарі по 16, у Гераті 7, у Горі та Кундузі по 5, у Гільменді та Парвані по 3, у Нуристані 2, у Вардаку виявлено один новий випадок. Заступник міністра охорони здоров'я Вахід Маджрох повідомив, що лише певна кількість пацієнтів була прийнята до центру в палаці Дарул Аман з різних причин, зокрема з питань безпеки. Також Майрох оголосив, що загроза сплеску поширення коронавірусної хвороби в Афганістані все ще залишається високою. Зафіксовано дві нових смерті, одна в Кандагарі, а друга в Нангархарі. Зафіксовано 16 нових одужань.
11 травня міністерство охорони здоров'я повідомило про виявлення 281 нового випадку хвороби, внаслідок чого загальна кількість випадків зросла до 4963. У Кабулі виявлено 84 нових випадки хвороби, у Балху 33, у Вардаку 28, у Бадгісі та Нангаргарі по 20, у Тахарі 14, у Кандагарі 13, у Гераті та Панджшері по 12, у Гільменді 7, у Кундузі, Сарі-Пулі та Забулу по 5, у Джаузджані та Парвані по 4, у Бадахшані та Капісі по 3, у Горі 2, у Баглані, Фар'ябі, Німрозі, Пактії, Самангані та Урузгані виявлено по одному новому випадку хвороби. Зареєстровано 5 нових смертей. Кількість померлих досягла 127, кількість одужань зросла до 610.
12 травня міністерство охорони здоров'я повідомило провиявлення 259 нових випадків хвороби після проведення 619 тестувань, загальна кількість випадків хвороби в країні зросла до 5226. У Балху виявлено 49 нових випадків хвороби, у Кандагарі 29, у Кабулі 27, у Тахарі 25, у Нангархарі 23, у Гераті 22, у Кунарі та Парвані по 10, у Бадгісі 8, у Джаузджані 7, у Баглані, Логарі та Вардаку по 6, у Дайкунді та Панджшері по 5, у Фар'ябі 4, у Кундузі, Німрозі та Забулі по 3, у Баміані, Фараху та Гільменді по 2, у Горі та Лагмані зареєстровано по одному новому випадку. Зареєстровано 5 нових смертей. Кількість померлих досягла 132,
кількість одужань досягла 648.
13 травня міністерство охорони здоров'я повідомило про виявлення 413 нових випадків хвороби із 1008 тестувань, загальна кількість випадків зросла до 5639. У Кабулі зареєстровано 188 випадків із 441 тестування, у Газні 35, у Кандагарі 34, у Нангархарі 30, у Баглані 25, у Балху 24, у Самангані 20, у Пактії 15, у Вардаку 9, у Логарі 7, у Німрозі, Лагмані та Сарі-Пулі по 5, у Пактиці 4, у Забулі 3, у Панджшері 2, у Фар'ябі та Нуристані зареєстровано по одному новому випадку. За добу померли 4 хворих. Кількість померлих досягла 136, кількість одужань досягла 691. До 13 травня було проведено 19732 тестувань.
14 травня міністерство охорони здоров'я повідомило про 414 нових випадків після проведення 1122 тестувань, загальна кількість випадків хвороби зросла до 6053. У Кабулі виявлено 162 нових випадки хвороби, у Гераті 132, у Нангархарі 26, у Самангані 19, у Кандагарі 13, у Пактії 12, у Джаузджані 9, у Лагмані 8, у Фар'ябі 6, у Кундузі та Забулі по 5, у Пактиці 4, у Бадахшані та Хості по 3, у Газні та Капісі по 2, у Дайкунді, Гільменді та Сарі-Пулі зареєстровано по одному новому випадку. Зафіксовано 17 нових смертей. Кількість померлих досягла 153, кількість одужань зросла до 745.
15 травня міністерство охорони здоров'я повідомило про виявлення 349 нових випадків, загальна кількість випадків зросла до 6402. У Кабулі зареєстровано 126 нових випадків, у Пактії 56, у Нангархарі 37, у Балхі 31, у Гераті 29, у Баглані 11, у Кандагарі та Логарі 10, у Лагмані та Сарі-Пулі по 8, у Тахарі 7, у Бадгісі та Джаузджані по 5, у Кундузі 3, у Баміані, Панджшері та Вардаку зареєстровано по одному новому випадку. Зареєстровано 15 нових смертей та 32 нові випадки одужання. Кількість померлих сягнула 168, кількість одужань досягла 745.
16 травня виявлено 262 нових випадків хвороби, загальна кількість випадків зросла до 6664. У Кабулі зареєстровано 60 нових випадків хвороби, в Гератуі 57, у Самангані 22, у Логарі 14, у Балху та Хості по 11, у Пактії, Парвані, Тахарі та Вардаку по 10, у Бадгісі, Фар'ябі, Капісі та Пактиці по 8, у Баглані 6 нових випадків. Зареєстровано 2 смерті та 7 одужань. Кількість померлих досягла 169, кількість одужань досягла 784. 16 травня лікарі в'язниці Пул-е-Чаркі та Кабульського ізолятора оголосили, що у 50 ув'язнених та персоналу в'язниць підтверджено позитивні результати тестування на коронавірус з 600 підозр на випадок хвороби.
17 травня повідомлено про виявлення 408 нових випадків хвороби, загальна кількість випадків зросла до 7072. у Кабулі виявлено 162 нових випадки хвороби, в Гераті 95, у Балху 31, у Тахарі 20, у Хості 19, у Парвані 18, у Пактії 15, у Вардаку 8, у Логарі 7, у Баглані 6, у Дайкунді та Горі по 5, у Кунарі та Пактиці по 4, у Кундузі і Панджшері по 3, у Капісі 2, у Лагмані виявлено один новий випадок хвороби. За добу зареєстровано 3 смерті та 23 одужання. Кількість померлих досягла 173, кількість одужань зросла до 801.
18 травня повідомлено про виявлення 581 нового випадку хвороби, загальна кількість випадків зросла до 7653. У Кабулі виявлено 165 нових випадків хвороби, у Нангархарі 134, у Балху 55, у Гераті 38, у Лагмані 30, у Пактії 29, у Самангані 23, у Газні 21, у Кунарі 16, у Сарі-Пулі 15, у Тахарі 12, у Бадгісі 13, у Панджшері 9, у Баглані 5, у Кундузі та Парвані по 4, у Пактиці 3, у Хості 2, у Бадахшані, Дайкунді та Вардаку зареєстровано по одному новому випадку. За добу зареєстровано 5 смертей та 45 одужань. Кількість померлих досягла 178, кількість одужань досягла 850.
19 травня повідомлено про 492 нові випадки хвороби, загальна кількість випадків зросла до 8145. У Кабулі зареєстровано 262 випадки хвороби, у Гераті 59, у Балху 33, у Баглані 30, у Тахарі 28, у Джаузджані 14, у Нангархарі та Пактії по 10, у Панджшері та Парвані по 9, у Кунарі 7, у Логарі 6, у Капісі 5, у Фараху та у Сарі-Пулі по 4, у Газні зареєстровано 2 нових випадки хвороби. Зареєстровано 10 смертей та 80 одужань. Кількість померлих досягла 187, оскільки кількість одужань досягла 930.

#### 20-31 травня
20 травня повідомлено про виявлення 531 нового випадку хвороби, загальна кількість випадків зросла до 8676. У Кабулі виявлено 274 нових випадків, у Гераті 69, у Балху 55, у Нангархарі 35, у Вардаку 26, у Сарі-Пулі 15, у Парвані 13, у Хості та Пактиці по 12, у Пактії 7, у Лагмані 5, у Фар'ябі 3, у Фараху та Джаузджані по 2, у Бадгісі зареєстровано однин новий випадок хвороби. Зареєстровано 6 смертей та 8 одужань. Кількість померлих досягла 938, кількість одужань досягла 938.
21 травня повідомлено про 542 нових випадки хвороби, загальна кількість випадків зросла до 9216. У Кабулі виявлено 316 нових випадків хвороби, у Гераті 47, у Нангархарі 24, у Баглані та Тахарі по 23, у Балху 19, у Кунарі 18, у Фараху та Лагмані по 15, у Газні 13, у Панджшері 8, у Дайкунді та Пактії по 5, у Кундузі 4, у Вардаку 3, у Нуристані 2, у Капісі та Логарі виявлено по одному новому випадку хвороби. Зареєстровано 12 смертей та 58 одужань. Кількість померлих досягла 205, кількість одужань досягла 993.
22 травня повідомлено про 782 нових випадків хвороби, загальна кількість випадків зросла до 9998. У Кабулі зареєстровано 377 нових випадків хвороби, у Гераті 150, у Балху 49, у Газні 47, у Нангархарі 32, у Пактії 28, у Самангані 21, у Баглані, Логарі та Пактиці по 12, у Капісі 11, у Кунарі 10, у Лагмані 6, у Бадгісі, Фараху та Горі по 4, у Тахарі зареєстровано один новий випадок хвороби. Зареєстровано 11 смертей та 44 одужання. Кількість померлих досягла 216, кількість одужань досягла 1040.
25 травня повідомлено про 658 нових випадків хвороби, загальна кількість випадків зросла до 11831. У Кабулі виявлено 237 нових випадків хвороби, у Гераті 86, у Балху 77, у Баглані 59, у Бадгісі та Фараху по 52, у Нангархарі 27, у Баміані 11, у Логарі 7, у Капісі 6, у Сарі-Пулі 4, у Самангані та Тахарі виявлено по одному новому випадку хвороби. У місті Балх зареєстровано 31 новий випадок хвороби. За добу помер один хворий, унаслідок чого кількість померлих зросла до 220. Кількість одужань зросла до 1128.
26 травня зареєстровано 625 нових випадків хвороби, загальна кількість випадків зросла до 12456. У Кабулі виявлено 360 нових випадків хвороби, у Гераті 108, у Балху 50, у Парвані 26, у Тахарі 24, у Кунарі 14, у Баглані та Панджшері по 9, у Горі та Лагмані по 8, у Нангархарі по 5, у Баміані 2, у Фараху зреєстровано однин новий випадок хвороби. Кількість померлих досягла 227, кількість одужань досягла 1138. 27 травня було виявлено 580 нових випадків хвороби, загальна кількість випадків зросла до 13036. У Кабулі зареєстровано 322 нові випадки, у Гераті 139, у Панджшері 27, у Балху 22, у Фараху 21, у Пактії 20, у Фар'ябі 15 нових випадків хвороби. Кількість померлих досягла 235, кількість одужань досягла 1209.
28 травня зареєстровано 623 нові випадки хвороби із 985 тестів, загальна кількість випадків зросла до 13 659. У Кабулі виявлено 271 новий випадок хвороби, у Гераті 179, у Нангаргарі 67, у Балху 23, у Хості 18, у Лагмані 13, у Бадахшані та Парвані по 10, у Баміані, Дайкунді, Кунарі, Логарі, Пактії, Пактиці та Тахарі заеєстровано менш ніж 10 нових випадків. За добу померли 11 хворих, з них у Гераті 7, у Хості 2, у Балху та Кабулі зареєстроано по одній смерті. За добу одужали 50 хворих, у тому числі в Пактиці 21, у Кабулі 15, у Фараху та Гераті по 5, у Хості 3, у Нуристан зареєстровано одне одужання.
29 травня зареєстровано 866 нових випадків хвороби із 1425 тестувань. Нові випадки зареєстровані в 16 провінціях країни. У Кабулі виявлено 411 нових випадків із 707 тестів, у Фар'ябі зареєстровано 2 нових випадки хвороби. Зареєстровано 44 одужання та 3 смерті у Фараху, Логарі та Пактії. У Гераті зареєстровано 17 одужань, у Бадгісі 16, у Кабулі, у Кундуз зареєстровано 5 нових одужань. 30 травня виявлено 680 нових випадків хвороби з 1112 тестів. У Кабулі виявлено 371 новий випадок хвороби із 624 тестів, у Гераті 111, у Балху 75, у Самангані 33, у Тахарі 22, уНангархарі 21, у Лагмані 18, у Баглані 11, у Баміані, Дайкунді, Кунарі, Логарі та Парвані зареєстровано менше 10 нових випадків хвороби. Зареєстровано 25 одужань та 8 смертей. Кількість померлих сягнула 257, кількість одужань досягла 1328.
31 травня зареєстровано 545 нових випадків хвороби з 1168 тестів, загальна кількість випадків у країні зросла до 15750. У Герату зареєстровано 117 нових випадків хвороби, у Пактії 92, у Кабулі 66, у Нангархарі 50, у Самангані 48, у Фараху 36, у Сарі-Пулі 22, у Баміані 20, у Логарі 17, у Бадахшані, Горі та Тахарі по 14, у Фар'ябі та Вардаку по 12, у Бадгісі, Балху, Кунарі та Лагмані зареєстровано менш ніж 10 нових випадків хвороби. За добу зареєстровано 100 одужань та 8 смертей. Кількість нових випадків захворювання в Кабулі зменшилася вперше за два тижні.

#### Червень
1 червня зареєстровано 759 нових випадків хвороби, загальна кількість випадків зросла до 16509. У Кабулі зареєстровано 266 нових випадків хвороби, у Гераті 212, у Пактії 66, у Балху 39, у Нангархарі 34, у Баглані 27, у Хості 25, у Баміані 21, у Фар'ябі та Газні по 18, у Тахарі 17, у Капісі 7, у Парвані 4, у Бадахшані 3, у Саманган зареєстровано два нових випадки. За добу померли 5 хворих, 22 хворих одужали. Кількість померлих досягнула 270, кількість одужань досягла 1450.
2 червня зареєстровано 758 нових випадків хвороби із 1323 тестів, загальна кількість випадків зросла до 17267. У Кабулі зареєстровано 332 нових випадки хвороби, у Гераті 216, у Кандагарі 54, у Балху 52, у 8 інших провінціях зареєстровано менше 50 нових випадків хвороби. Зареєстровано 78 одужань та 24 смерті. Кількість померлих досягнула 270, кількість одужань досягла 1450.
3 червня агентство «Ariana News» повідомило, що урядовці під час зустрічей не дотримувались вказівок щодо соціального дистанціювання. Агентство також повідомило, що цього дня офіційно було зафіксовано лише кілька летальних випадків хвороби, оскільки не повідомлялося про деякі позитивні випадки та смерті осіб з підозрою на COVID-19. У провінції Кундуз місцеві чиновники повідомили, що керівник округу Калай-і-Зала Фахім Карлук та начальник провінційної поліції генерал Рашид Башир, померли від COVID-19.
22 червня газета «Pajhwok Afghan News» повідомила, що 32 апарати штучної вентиляції легень були контрабандно вивезені до Пакистану. Повідомлено, що цьому сприяла частина працівників міністерства охорони здоров'я Афганістану. Міністерство охорони здоров'я спростувало це повідомлення. 26 червня у лікарні в Кабулі помер від COVID-19 афганський актор Факір Набі.

#### Липень
3 липня спеціальний посланник президента Афганістану Ашрафа Гані з питань економічного та торгового співробітництва Мохаммад Юсеф Газанфар помер від COVID-19, що зробило його найвищим афганським посадовцем, який помер від коронавірусної хвороби.

#### Серпень
2 серпня виявлено один випадок хвороби із 19 тестувань. Посадові особи заявили, що під час Курбан-байраму проводилось тестування меншої кількості людей. Загальна кількість випадків зросла до 36710. Кількість померлих сягнула 1284, загальна кількість одужань досягла 25509.
5 серпня оприлюднені результати офіційного дослідження, проведеного в Афганістані, за результатами якого повідомлено, що приблизно третина населення країни, або приблизно 10 мільйонів людей, захворіли на COVID-19. Міністерство охорони здоров'я повідомило, що дослідження ґрунтувалось на виявленні антитіл до коронавірусу за технічної підтримки з боку Всесвітньої організації охорони здоров'я. У дослідженні взяли участь 11 500 осіб з усіх 34 провінцій країни.

#### Вересень
19 вересня виконуючий обов'язки міністра охорони здоров'я Ахмад Джавад Османі після приїзду до Герата заявив, що міністерство охорони здоров'я отримало достатньо фінансових ресурсів для боротьби з другою хвилею коронавірусної хвороби.

#### Жовтень
13 жовтня керівник департаменту охорони здоров'я провінції Герат Абдул Хакім Таманна повідомив, що за минулий тиждень у 156 студентів та викладачів провінції підтверджено позитивні результати на коронавірус з проведених 386 тестувань. Він зазначив, що від 35 до 60 студентів вимушені знаходитись під час занять в одному приміщенні через відсутність необхідних учбових приміщень, що спричинює недотримання принципів соціального дистанціювання.

#### Листопад
29 листопада виконуючий обов'язки міністра охорони здоров'я Джавад Османі попередив про другу хвилю інфікування вірусом COVID-19 в Афганістані. Османі заявив, що протягом минулого тижня інфіковано близько 1240 людей. Кількість хворих зросла на 10 %, а кількість смертей — на 3 %.

#### Грудень
За даними міністерства охорони здоров'я, станом на 19 грудня в країні зареєстровано загалом 50536 випадків хвороби, третина з яких зареєстрована в Кабулі. Однак у зв'язку з відсутністю легкодоступних тестувальних наборів міністерство оцінило фактичну кількість позитивних випадків як набагато вищу.

### 2021

#### Січень
4 січня 2021 року міністерство охорони здоров'я закликало усіх жителів країни обмежити пересування по країні протягом наступних чотирьох тижнів, щоб зменшити можливість занесення мутованого штаму коронавірусу до Афганістану. У період з 18 по 20 січня 2021 року Індія повідомила, що буде поставляти вакцини проти COVID-19 в Афганістан. Індія заявила, що постачання вакцин до Афганістану очікує «необхідних законодавчих дозволів». 25 січня 2021 року Тахір Кадірі повідомив, що до Афганістану з Індії буде завезено 500 тисяч доз вакцини. 27 січня 2021 року повідомлено, що Афганістан отримав 112 мільйонів доларів у рамках програми COVAX Всесвітньої організації охорони здоров'я, що має охопити 20 % населення країни.

#### Лютий
7 лютого 2021 року уряд Афганістану оголосив про плани вакцинації 60 % населення, оскільки перші 500 тисяч доз вакцини проти COVID-19 компанії «AstraZeneca» надійшли до Кабула з Індії. Спочатку проведуть щеплення 150 тисяч медичних працівників, а потім дорослих із хронічними хворобами.

#### Березень
До 1 березня 2021 року в Афганістані проведено щеплення проти COVID-19 8200 медичним працівникам. 8 березня 2021 року Афганістан отримав 468 тисяч доз вакцин проти COVID-19 у рамках програми COVAX. 30 березня 2021 року повідомлено, що в країні 7 осіб були інфіковані мутантними варіантами коронавірусу.

#### Квітень
До 7 квітня 2021 року 100 тисяч осіб у країні отримали щеплення від COVID-19.

#### Червень
12 червня 2021 року організація ЮНАМА повідомила, що Афганістану буде надано додатково 468 тисяч доз вакцини AstraZeneca.

#### Липень
Видання «UNDARK» повідомило, що конфлікт в Афганістані «завадив проведенню заходів проти COVID-19 у країні», особливо в Кандагарі.

#### Серпень
Згідно з повідомленням «Shamshad News», таліби заборонили використання вакцин проти COVID-19 у регіональній лікарні провінції Пактія.
Після падіння Кабула 15 серпня (що знаменувало крах попереднього уряду Афганістану), ВООЗ та медичні експерти побоювалися потенційного «швидкого та неконтрольованого поширення COVID-19». Через тиждень після падіння Кабула кількість тестів на COVID-19 зменшилася на 77 %, а вакцинація від COVID-19 зменшилася на 80 % порівняно з попереднім тижнем.

#### Вересень
3 вересняречник Талібану  Сухайл Шахін, заявив, що Китай «збільшить свою гуманітарну допомогу, особливо для лікування COVID-19».

#### Жовтень
Починаючи з 9 жовтня офіційні особи Талібану та представники Сполучених Штатів Америки провели переговори в столиці Катару Досі. За словами виконувача обов'язків міністра закордонних справ Афганістану мулли Аміра Хана Муттакі, США запропонують афганцям вакцини проти COVID-19.
Станом на 30 жовтня майже 40 тисяч осіб на добу отримували вакцини від COVID-19 в Афганістані.

#### Листопад
Програма розвитку ООН за угодою з Глобальним фондом для боротьби зі СНІДом, туберкульозом і малярією надала 15 мільйонів доларів США, щоб запобігти колапсу системи охорони здоров'я Афганістану, оплативши ліки, медичні товари та медичне обслуговування, та заробітну плату працівників.

#### Грудень
3 грудня міністерство охорони здоров'я країни заявило, що наразі в Афганістані не було випадків зараження варіантом SARS-CoV-2 Омікрон, але закликало міжнародну допомогу.
8 грудня близько 800 тисяч доз вакцини проти COVID-19 прибули до Афганістану, а 200 тисяч мали надійти наступного дня. Представник китайського уряду Ван Ю також сказав, що Китай «оголосив про ще 3 мільйони доз вакцини для Афганістану».
11 грудня Індія відправила «1,6 метричної тонни життєво необхідних ліків» для Афганістану, це перша допомога, яку країна надала Афганістану після падіння Кабула.
Заступник міністра охорони здоров'я Афганістану Абдул Барі Омар заявив, що вагітним жінкам і дітям можна робити щеплення від COVID-19.

## Інші випадки
12 березня Пакистан виявив два позитивні випадки коронавірусної хвороби на прикордонному переході біля Торкхема. Повідомлено, що одного громадянина Афганістану з коронавірусом повернули з Торкхама до Афганістану. Другим випадком на кордоні був співробітник пакистанського посольства в Кабулі. 15 березня Пакистан депортував 10 афганських громадян до Торкхема після того, як у них з'явились симптоми, схожі на грип.
24 березня штаб місії операції «Рішуча підтримка» повідомив, що в 4 військовослужбовців місії підтверджено позитивний результат тестування на коронавірус.
23 березня в місті Медина в Саудівській Аравії помер 51-річний громадянин Афганістану, наступного дня повідомлено, що він став першою жертвою коронавірусної хвороби в країні.

## Заходи боротьби з коронавірусною хворобою

### Лікувальні заклади та лабораторії

#### Березень 2020 року
До 10 березня уряд Афганістану витратив 15 мільйонів доларів на боротьбу зі спалахом хвороби, проведено 142 тестування в осіб з підозрою на коронавірусну хворобу, лише 5 тестів з них були позитивними. Для точності проведення тестування біоматеріал для тестування відправлявся до Нідерландів. Також по всій країні були створені карантинні центри. До 14 березня уряд Афганістану витратив 25 мільйонів доларів на боротьбу із спалахом захворювання, включно 7 мільйонів доларів на набори для невідкладної допомоги. Афганський уряд закупив також 50 тисяч наборів для тестування. 14 березня заклади міністерства охорони здоров'я провели тестування 181 підозр на коронавірусну хворобу. Зразки хворих з підозрою на COVID-19 поступили з провінцій Герат, Саманган, Капіса, Балх, Дайкунді, Парван і Пактія. До 18 березня заклади міністерства охорони здоров'я зареєструвало щонайменше 340 підозр на коронавірусну хворобу в 23 провінціях країни з моменту початку спалаху. 18 березня уряд створив 5 карантинних центрів у Гераті та Німрузі.
20 березня міністерство охорони здоров'я повідомило, що всі приватні лабораторії та лікарні не мають права проводити тестування хворих з підозрою або підтвердженим випадком коронавірусної хвороби. Міністерство охорони здоров'я також заявило, що має намір збільшити потужність лабораторій для тестування на коронавірус в провінціях Герат і Балх. Повідомлено, що нова лабораторія в Гераті розпочали будувати після того, як єдина лабораторія в країні, розташована в Кабулі, не справлялась із великою кількістю обстежень зі всієї країни, що спричинило затримку результатів тестувань. Пізніше міністерство охорони здоров'я обмежило показання до тестування на коронавірус, який проводився лише особам із підвищеною температурою тіла. Повідомлялося, що особи, які повернулись з Ірану, звернулись до афгано-японської лікарні для інфекційних хвороб у Кабулі, у якій лікуються хворі на COVID-19, але тестування їм так і не зробили. До 27 березня проведено лише 600 тестувань репатрійованих з Ірану осіб. Міністерство повідомило, що загалом до 28 березня було проведено понад 1000 тестувань на коронавірус.
30 березня міністр охорони здоров'я Ферозуддін Фероз повідомив про плани збільшення потужності закладів охорони здоров'я в Афганістані до кінця тижня до 1000 тестувань на день. Центр, який раніше використовувався як ветеринарна лікарня, запрацював як центр тестування на коронавірус, у якому проводилось близько 100 тестувань за добу. До кінця березня 2020 року афганські центри тестування на COVID-19 мали потужність 600 тестувань на день, з них 400 у Кабулі, 100 у Гераті та 100 у Нангархарі.

#### Квітень 2020 року
4 квітня міністерство охорони здоров'я відкрило центр тестування в Мазарі-Шарифі у провінції Балх з можливістю проведення 30 тестувань на день. Очікувалось, що потужність центру зросте до 200 тестувань на день протягом тижня. Того ж дня в провінції Герат було відкрито тимчасову лікарню на 300 ліжок, призначену для лікування хворих COVID-19. Місцевий бізнесмен вирішив перетворити готель на лікарню та діагностичний центр для хворих із COVID-19. Нова лікарня є другим центром для пацієнтів з COVID-19 у провінції, і місткість нової лікарні може за необхідності збільшитися до 1000 ліжок. Хворі з підозрою на коронавірусну хворобу з провінції Герат також будуть направлятися до цієї лікарні. Близько 200 лікарів та медсестер перейшли на роботу до цієї лікарні та пройшли навчання з лікування COVID-19. 7 квітня відкрився тестувальний центр у Кандагарі, який також обслуговує провінції Гільменд, Урузган та Забуль. 8 квітня міністерство охорони здоров'я повідомило, що в Афганістані наявні лише 300 апаратів штучної вентиляції легень.
12 квітня новий центр тестування в Гераті повідомив, що тестування призупинялось двічі цього тижня у зв'язку з відсутністю наборів для тестування, внаслідок чого 9 і 12 квітня не повідомлялося про нові випадки хвороби в Гераті. Новий центр тестування має потужність 140 тестувань на день, і повинен обслуговувати такожпровінції Бадгіс, Фарах, Гор і Німруз. Одночасно у місті Мазарі-Шариф у провінції Балх відкрито нова лікарня, в якій можуть лікуватися одночасно до 200 хворих. Незважаючи на це, у ній лише 15 апаратів для штучної вентиляції легень. Це шоста лікарня в країні, призначена виключно для лікування хворих COVID-19, після двох в Гераті та Кабулі та ще однієї в провінції Нангархар. На відміну від тестувального центру в Гераті, тестувальний центр у Балху має потужність 50 тестувань на день. У провінції Кандагар також відкрита лікарня на 350 місць у районі Айно-Мена в Кандагарі.
15 квітня повідомлено, що в Гераті близько 40 хворих знаходились у лікарні, а близько 260 хворих знаходились на ізоляції вдома за власним бажанням. Хворі, які перебувають в ізоляції, знаходяться в телефонному контакті з лікарями. 16 квітня афгансько-японська лікарня в Кабулі припинила приймати біоматеріали для тестування на COVID-19 на два дні у зв'язку з різким збільшенням кількості тестувань, незважаючи на те, що вона має можливість проводити 300 тестувань на день. Повідомлялося, що частина хворих чекали результатів майже два тижні. 18 квітня повідомлено, що в Балху не вистачає наборів для тестування, що призвело до припинення проведення тестувань. 17 квітня тестувальні центри у Балху повідомили, що їм не вистачає медичного обладнання. Також повідомлено, що не вистачає наборів для визначення РНК вірусу, пізніше ВООЗ надала частину необхідних наборів для тестування до Афганістану. Церемонія відкриття нового карантинного та лікувального центру для хворих на COVID-19 на 200 ліжок відбулася у палаці Дарул Аман. У зв'язку з наявністю 30 підозр на смерть від коронавірусної хвороби в районі Суробі у провінції Кабул було побудовано новий карантинний заклад на 20 ліжок. До 18 квітня уряд Афганістану передав міністерству охорони здоров'я 15 мільйонів доларів, оскільки 100 мільйонів доларів від Світового банку до цього дня не прибули. Оголошено план будівництва ізоляційного центру на 10 тисяч ліжок, а також мережі таких ізоляційних центрів у найбільших містах країни загальною місткістю на 100 тисяч ліжок. До 18 квітня у країні проведено 5800 тестувань на коронавірус.
До 20 квітня було проведено понад 6 тисяч тестувань. 20 квітня в Афганістан прибули 5 тисяч нових наборів для тестування. Також повідомлено, що було використано 11 із 16 наборів для тестування РНК. До 21 квітня було проведено близько 5300 тестувань. До 24 квітня було протестовано 7 425 зразків. Міністерство охорони здоров'я повідомило, що проблему з наборами для тестування РНК вирішено. До 25 квітня було проведено 8090 тестувань. До 26 квітня в 22 округах Кабулу працювали тестувальні центри, якими керували медичні працівники-добровольці. На 26 квітня проведено 8694 тестувань. 27 квітня уряд схвалив придбання 500 нових апаратів штучної вентиляції легень, а також надав 4 мільйони доларів на будівництво та оновлення об'єктів для діагностики та лікування COVID-19. Всього було витрачено 164 мільйони доларів, що також включало закупку наборів для тестування. До 27 квітня було проведено 9 тисяч тестувань. До 29 квітня було проведено 10022 тестувань. Розпочалось проведення ПЛР-тестів в афгано-японській лікарні в Кабулі. До 30 квітня було проведено 10593 тестувань.

#### Травень 2020 року
До 1 травня було проведено 11068 тестувань. До 4 травня було проведено 13076 тестувань. До 5 травня проведено 13777 тестувань. До 7 травня було проведено 15 тисяч тестувань. У травні 2020 року повідомлено, що педіатричне відділення в лікарні, яка була знищена в 2019 році талібами в провінції Забуль, перепрофільоване на центр ізоляції. 8 травня міністерство охорони здоров'я повідомила, що в усіх 34 провінціях розгорнуто 3230 ліжок для лікування хворих коронавірусною хворобою. До 8 травня було проведено 15560 тестувань на коронавірус. До 11 травня проведено 18098 тестувань на коронавірус. До 12 травня проведено 18724 тестів на коронавірус. 14 травня міністерство охорони здоров'я повідомило, що потужність лабораторій збільшена до 1100 тестувань на день. До 14 травня було проведено 20854 тестувань. До 15 травня було проведено 21969 тестувань. Оскільки розпочала зростати кількість випадків хвороби серед в'язнів та персоналу тюрми Пул-е-Чаркі в Кабулі, лікарі повідомили, що карантинний центр у в'язниці на 250 місць буде розширений до 1000 ліжок, якщо й далі кількість випадків буде зростати. До 16 травня було проведено 22639 тестувань. До 17 травня було проведено 23497 тестувань. До 18 травня було проведено 24697 тестувань. До 19 травня було проведено 25700 тестувань. До 20 травня було проведено 26707 тестувань. До 21 травня було проведено 27889 тестувань. До 22 травня було проведено 29417 тестувань. До 25 травня було проведено 32870 тестувань. До 26 травня було проведено 33864 тестувань.
До 27 травня було проведено 34936 тестувань. Міністерство охорони здоров'я повідомило, що в країні закінчуються медичні витратні матеріали. До 28 травня було проведено 35921 тестувань. До 29 травня було проведено 37348 тестувань. До 30 травня було проведено 38460 тестувань. До 31 травня було проведено 39628 тестувань. 31 травня президент Ашраф Гані призначив Ахмада Джавада Османі виконуючим обов'язки міністра охорони здоров'я, на цій посаді він замінив Ферозуддіна Фероза.

#### Червень 2020 року
1 червня Міжнародний комітет порятунку повідомив, що в Афганістані відбувається гуманітарна катастрофа, оскільки в травні кількість випадків коронавірусної хвороби зросла на 684 %. Міністерство охорони здоров'я повідомило, що його заклади мають можливість проводити дослідження 2 тисяч зразків на день, незважаючи на те, що вони отримують від 10 до 20 тисяч зразків на день. До 1 червня було проведено 40950 тестувань. До 2 червня було проведено 42273 тестувань. 3 червня 13 лікарів звільнилися з лікарні «Covid-1» у Гераті, в якій лікувалось понад 100 хворих з COVID-19. 4 червня Ахмад Джавад Османі оголосив про реформи в галузі охорони здоров'я. У провінції Герат на той день було інфіковано 570 медичних працівників. 16 червня тестування припинились у Гераті та Балху через нестачу обладнання. У Кабулі медичні працівники заявили, що 22 мобільні тестувальні центри не мають достатньої кількості тестувальних наборів. Приватні лікарні почали стягувати плату за тести і відправляти зразки до державних лабораторій.
22 червня було повідомлено, що 40 із 314 апаратів штучної вентиляції легень у державних лікарнях Афганістану не працювали. 28 червня хворі у державних лікарнях повідомили про нестачу кисню, що спростували чиновники.

#### Липень 2020 року
31 липня 2020 року спеціальний генеральний інспектор з питань реконструкції Афганістану заявив, що ще 8 мільйонів громадян країни будуть жити в злиднях у зв'язку з пандемією коронавірусної хвороби, а рівень бідності зросте з 55 % до 80 %. Згідно його даних, це збільшення, швидше за все, спричинить перевантаження системи медичної допомоги в країні та дефіцит продуктів харчування.

### Карантинні заходи
14 березня президент Ашраф Гані у зверненні до народу закликав для запобігання поширення коронавірусної хвороби уникати масових громадських заходів та дотримуватись гігієнічних вимог. 18 березня міністерство внутрішніх справ країни заборонило всі великі масові заходи, включаючи закриття місць, де може збиратися великий натовп, зокрема розважальні центри, спортивні майданчики, басейни, фітнес-клуби та весільні зали.
22 березня міністр охорони здоров'я Ферозуддін Фероз на прес-конференції в Кабулі закликав уряд прийняти розпорядження про запровадження локдауну в місті Герат. Депутати парламенту Афганістану вирішили проводити загальну сесію лише один раз на тиждень для запобігання поширення COVID-19. Прес-секретар міністерства охорони здоров'я Вахідулла Маяр повідомив, що до 22 березня у 28 провінціях проведено 449 тестувань з приводу підозри на коронавірусну хворобу. Більшість підозр зареєстровано в Гераті та Кабулі.
24 березня в адміністративному центрі провінції Нангархар місті Джелалабад місцева влада запровадила жорсткі карантинні обмеження, обмеживши пересування населення по місту до 1 квітня. 25 березня уряд Афганістану почав обмежувати пересування людей у провінціях Фарах, Герат та Німруз, після того як Герат став основним джерелом внутрішньої передачі вірусу в Афганістані. У Гераті для запобігання можливого поширення коронавірусу припинили молитви в мечетях. Мешканці міст Фарах та Зарандж могли виходити з дому лише в невідкладних випадках.
26 березня уряд повідомив про звільнення 10 тисяч ув'язнених віком від 55 років для сповільнення поширення COVID-19 у в'язницях. Звільненню від ув'язнення також підлягали жінки, молодь та важкохворі. На підставі указу президента Ашрафа Гані ув'язнених мали звільнити протягом наступних 10 днів. Звільнення від ув'язнення не поширювалось на членів ісламістських бойових груп. Також цього дня влада Афганістану продовжила локдаун у провінціях Кабул, Кандагар та Логар. 26 березня мер Мазаріі-Шаріфа заявив, що окрім закриття ресторанів у місті проводиться дезінфекція громадських місць.
27 березня повідомлено, що уряд країни вирішив запровадити в столиці Афганістану Кабулі локдаун з 28 березня на три тижні. Під час локдауну мешканці міста повинні були перебувати вдома, уникаючи будь-яких необов'язкових поїздок та масових зібрань. Мешканцям міста також необхідно було надати докази поважної причини, у зв'язку з якою їм необхідно було залишити своє місце проживання. Усі ресторани, готелі, сауни, кафе, громадські лазні, релігійні святині, тренажерні зали, парки та інші громадські заклади, крім продуктових магазинів та банків, не працюватимуть протягом 3 тижнів. Також наголошувалось, що всі спортивні майданчики, святині та інші громадські місця на час локдауну в Кабулі залишатимуться закритими. Також заборонено рух громадського транспорту, який перевозить більше 5 пасажирів. Великі навчальні заклади та весільні зали будуть перетворені на ізоляційні центри для утримання в двотижневому карантині осіб, які повернулися з Ірану. Загалом 70 військових загонів патрулюватимуть Кабул для виявлення хворих із симптомами COVID-19. 4 квітня представники влади провінції Балх повідомили, що місто Мазарі-Шариф знаходиться на частковому локдауні, і громадські заклади в місті були закриті.
До 9 квітня до Кабула було додатково введено понад 1500 поліцейських.. 12 квітня були посилені карантинні заходи в провінції Кабул. Усі основні автомагістралі були перекриті, а локдаун був продовжений ще на два тижні. Міністерство внутрішніх справ повідомило про наслідки для всіх, хто порушує карантинні вимоги. 17 квітня локдаун в провінції Кабул було продовжено на три тижні до 9 травня. 10 травня влада провінції Балх послабила карантинні обмеження в Мазарі-Шаріфі. 21 травня локдаун у Кабулі був пом'якшений. 22 травня, президент Ашраф Гані повідомив, що обмеження для роботи підприємств та транспорту в Кабулі будуть послаблені після свят Ід аль-Фітр.

### Гуманітарна допомога та фінансування

#### Міжнародна допомога
14 березня Китай повідомив, що надасть допомогу Афганістану. Світовий банк, Азійський банк розвитку і Всесвітня організація охорони здоров'я також повідомили про те, що вони будуть нададуть допомогу Афганістану. Китайська медична допомога надійшла 2 квітня після отримання допомоги попереднього дня від Об'єднаних Арабських Еміратів. Проте пізніше повідомлено, що якість медичного обладнання з Китаю не відповідає стандартам, і це погіршить боротьбу з коронавірусною хворобою в країні. Того дня також повідомлено, що Узбекистан надасть допомогу для п'яти північних провінцій Афганістану. 20 квітня Туреччина направила допомогу до Афганістану. 23 квітня з Китаю надійшла друга партія медичного обладнання.
21 березня Асоціація регіонального співробітництва Південної Азії надала 1 мільйон доларів з надзвичайного фонду для допомоги у боротьбі з поширенням COVID-19. 3 квітня Світовий банк затвердив надання 100,4 мільйонів доларів для допомоги Афганістану. У квітні 2020 року Європейський Союз повідомив, що він надасть технічну підтримку та 117 мільйонів євро для Афганістану. 6 травня катарський Фонд Альгаррафа та група афганських інвесторів з Китаю надіслали медичного обладнання на суму понад 2 мільйони доларів. Фонд Альгаррафа надав допомогу в розмірі 1 мільйон фунтів стерлінгів та повідомив, що на кошти фонду побудують лікарню в провінції Фарах. Загалом афганські інвестори надали 3 мільйони доларів допомоги, що включало попередньо надані пакети допомоги. 8 травня Світовий банк затвердив грант для Афганістану в розмірі 400 мільйонів доларів. Фонд Каєхан, який базується в Нідерландах, направив 200 комплектів засобів індивідуального захисту, масок та 10 апаратів медичного призначення до лікарні Джамхуріат у Кабулі.
На початку травня 2020 року представники руху «Талібан» не пропускали шість вантажівок з продовольчою допомогою з Туркменістану в районі Тагаб, який мав прибути до міста Майман в провінції Фар'яб.

#### Внутрішня допомога
Під час локдауну в Кабулі міністерство сільського господарства, зрошення та скотарства Афганістану пожертвувало продукти харчування для уразливих груп населення для розподілу по всій провінції. У квітні 2020 року Аманулла Калівал розпочав безкоштовно роздавати бідним по 500 масок на день, які були пошиті вдома. Менш ніж за тиждень у Кабулі бідним було роздано 4 тисячі масок. 23 квітня повідомлено, що у західній частині Кабула медичні працівники розпочали волонтерську діяльність, роздаючи їжу та захисне обладнання (зокрема рукавички) бідним сім'ям. Вони також надавали консультації та дезінфікували дороги. Під час локдауну в пекарнях на всій території Афганістану безкоштовно роздавали хліб.

### Кампанії з підвищення обізнаності населення

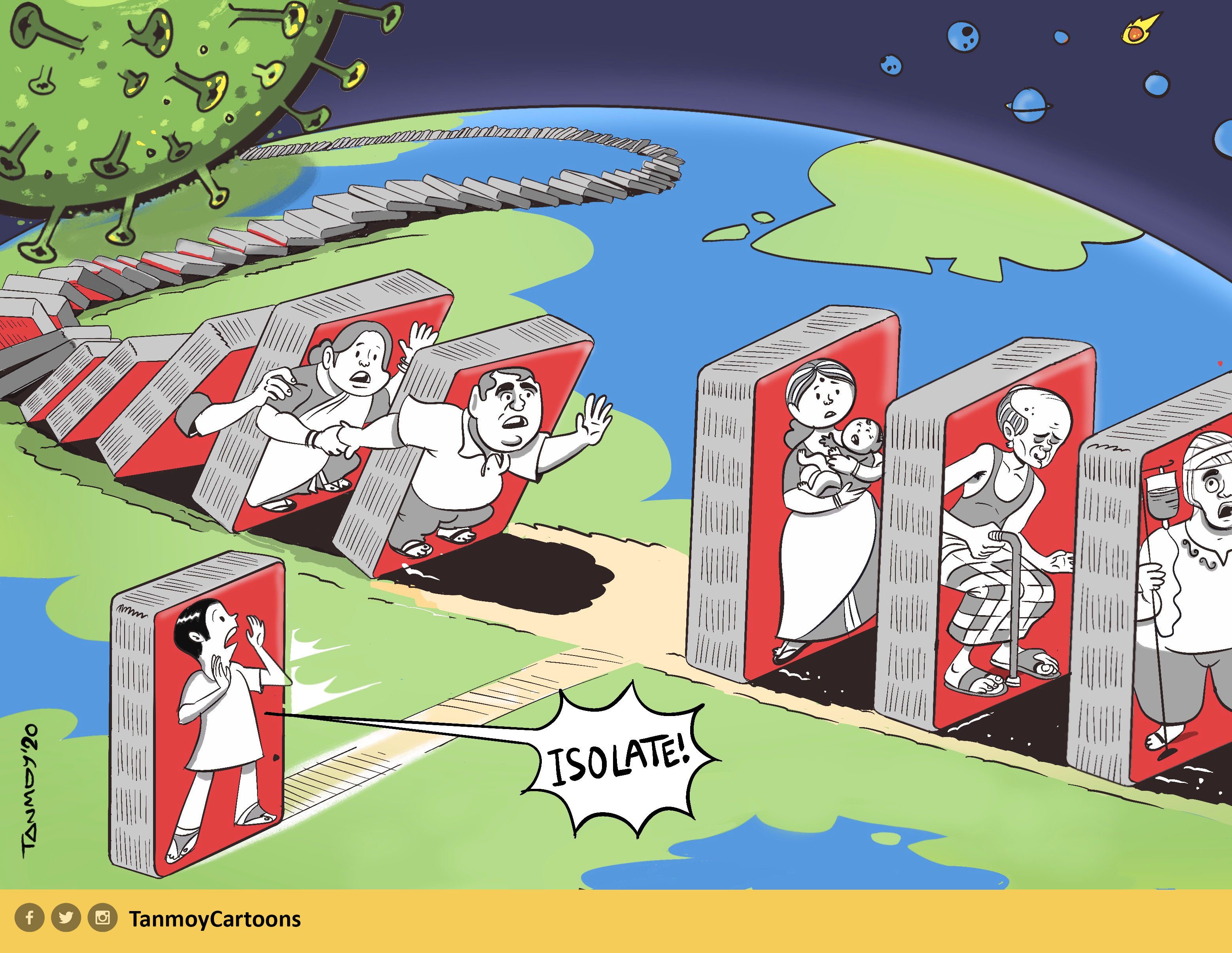
Анімаційний фільм, який демонструє, як соціальне дистанціювання знижує швидкість передачі COVID-19 і зупиняє його, перш ніж він може стати спалахом. Щоб врятувати коханих та себе, кожен громадянин повинен зробити це з великим бажанням і самоізолюватися.

22 березня лікарі з лікарні Блоссом у Кабулі розпочали кампанію підвищення обізнаності населення, щоб допомогти широким верствам населення зрозуміти, як запобігти поширенню коронавірусу. У рамках цієї кампанії лікарі роздали понад 5 тисяч масок для обличчя жителям міста.
23 березня міжнародна організація «Cordaid» повідомила, що її представники будуть роздавати мило в населених пунктах, розповідати про правильне поводження з відходами, та роздавати термометри, задля сповільнення поширення коронавірусної хвороби в Афганістані. Представники організації також провели сеанси інформування в різних населених пунктах, та допомогли вдосконалити системи направлення хворих до медичних центрів, які мають відділення для лікування хворих на COVID-19.
Афганські мусульманські богослови та релігійні вчені 5 квітня ввели в дію нову фетву щодо обмеження на релігійні церемонії. 6 квітня повідомлено, що низка добровольчих груп та громадських медичних працівників розпочали інформаційні кампанії, зокрема кампанія жінок у провінції Парван від дверей до дверей, та провінційна кампанія місцевих чиновників у провінцію Фар'яб. Міністерство охорони здоров'я також почало поширювати обізнаність населення з хворобою через соціальні мережі та традиційні засоби масової інформації. 12 квітня було оголошено, що група на ім'я «Голос храму та лікар» розпочала кампанію підвищення обізнаності населення щодо коронавірусної хвороби в Кабулі. Група складається з лікарів та релігійних діячів.

#### Заходи компанії «Bayat Group»
14 квітня одна з найбільших приватних компаній в Афганістані «Bayat Group» розпочала кампанію «Зупини вірус». Цей захід також включав дезінфекцію міст. Група також розпочала роздавати їжу в Гераті. До 16 квітня компанія витратила 27 мільйонів афгані на інформаційні кампанії. Під час Рамадану представники компанії роздавали продуктові пакети в провінції Хост і центрі провінції Фар'яб Меймене. 8 травня компанія «Bayat Group» та афганська компанія бездротового зв'язку AWCC провели дезінфекцію кількох районів Кабула разом із міністерством охорони здоров'я. 16 травня представники компанії роздавали пакунки з продуктами харчування бідним сім'ям у провінції Дайкунді. 18 травня представники компанії роздавали їжу бідним сім'ям у провінції Бадахшан. 19 травня представники групи «Bayat» та компанії AWCC продезінфікували ще кілька районів Кабула та центральну дитячу лікарню.

### Заходи боротьби з хворобою на територіях, контрольованих талібами
16 березня таліби повідомили, що в провінції Балх вони заарештували хворого, який втік з лікарні з позитивним тестом на коронавірус, і повернули його органам охорони здоров'я. Рух «Талібан» також розпочав кампанію поширення знань про коронавірус в районах Афганістану, які контролюються силами руху, та підтримав державних медичних працівників. Талібан також закликав афганських громадян, які повернулись з Ірану, пройти тестування на коронавірус.
27 березня таліби розпочали кампанію підвищення обізнаності населення щодо коронавірусної хвороби в провінції Джаузджан. 29 березня таліби розпочали кампанію підвищення обізнаності населення щодо COVID-19 у провінції Логар. Талібан запропонував забезпечувати безпечний проїзд медичним працівникам, які лікують хворих коронавірусною хворобою на території Афганістану. Крім того, Талібан запровадив локдаун у районах з найбільшим поширенням хвороби. Осіб, у яких зареєстрована підозра на COVID-19, помістили на карантин.

### Виробництво масок та ЗІЗ
26 лютого 2020 року в провінції Герат, яка стала епіцентром поширення хвороби в Афганістані, відкрився завод з виробництва масок. Завод виробляв щодня понад 60 тисяч масок. Міністерство охорони здоров'я повідомило, що відкриття заводу буде мати важливе значення у сповільненні поширення COVID-19, а також допоможе зменшити зростання цін на хірургічні маски. 14 квітня в Кабулі відкрився перший в Афганістані завод, який виробляє засоби індивідуального захисту, зокрема він виробляв 10 тисяч масок на день.

## Вплив епідемії

### Культура та релігія

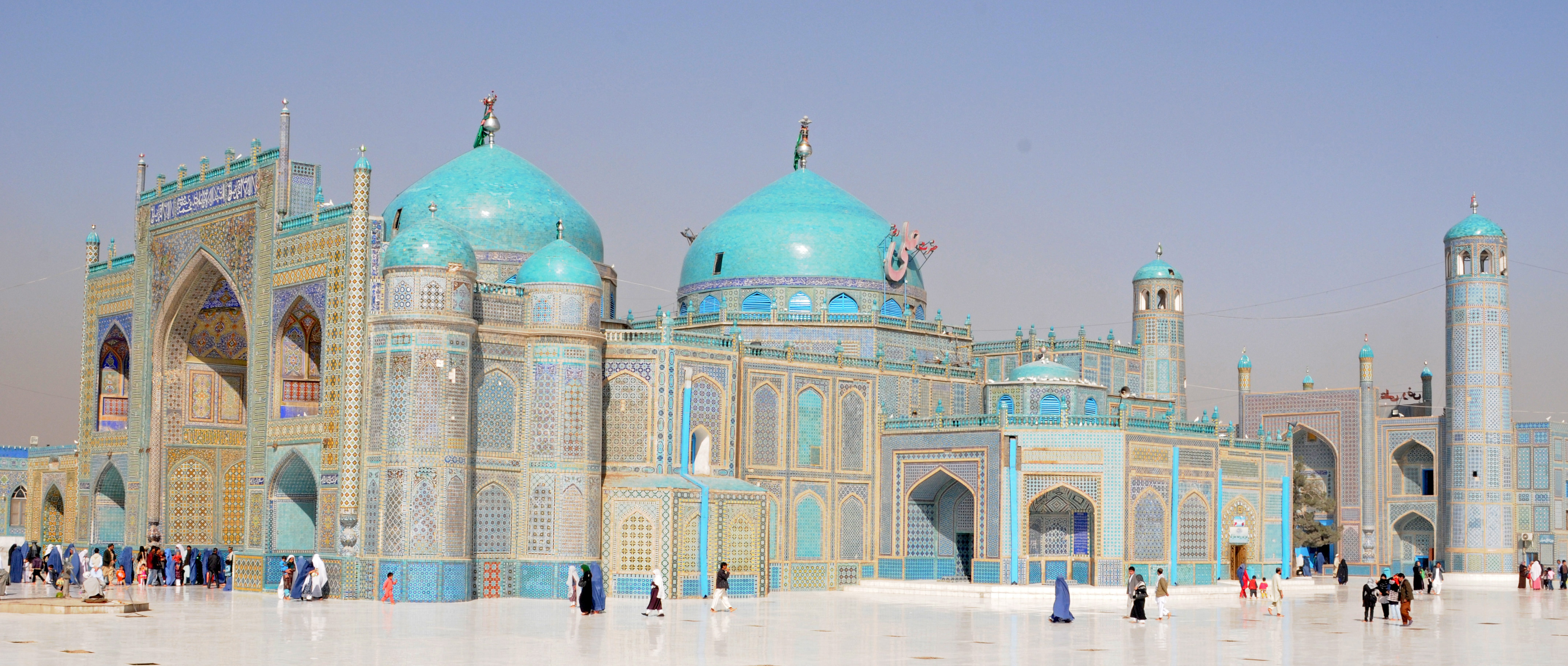
Блакитна мечеть була закрита під час суворого карантину в Мазарі-Шарифі.

У 2020 році для запобігання поширення коронавірусної хвороби не проводився щорічний фестиваль Новруз у Мазарі-Шарифі та на всій території Афганістану. Святкування Новруза в Балху було скасовано після того, як 14 березня в місті було зареєстровано перший випадок хвороби. Віруючим також не дозволяли входити до святині Хазрат Алі в Мазарі-Шарифі.
Наприкінці березня 2020 року в Гераті було закрито близько 500 мечетей. 5 квітня міністерство хаджу та релігійних справ та священнослужителі оголосили фетву, у якій наказано обмежити п'ятничні молитви та інші молитви в мечетях по всій території Афганістану. 22 травня міністерство хаджу повідомило віруючим, що їм слід уникати скупчень людей на Курбан-байрам, якщо вони мають симптоми COVID-19.

### Спорт
Національний олімпійський комітет Афганістану повідомив про скасування всі спортивних заходів після 14 березня 2020 року, в тому числі турніру ліги бузкаші, який мав відбутися в Кабулі. Незважаючи на карантинні обмеження, плавець Фахім Анварі продовжив підготовку до літніх Олімпійських ігор 2020 року на озері Карга в Кабулі.

### Медіа
2 липня повідомлено, що видавничі групи «Moby Media Group» та «Bayat Group» підтвердили випадки COVID-19 серед своїх працівників. У провінції Баглан радіостанція припинила мовлення у зв'язку виявленням серед працівників радіостанції випадків коронавірусної хвороби. 4 червня організація «Репортери без кордонів» повідомила, що у 70 співробітників афганських засобів масової інформації підтверджено позитивний результат тестування на коронавірус. Приватна FM-радіостанція «Радіо „Насім“» продовжувала транслювати свої програми. Значна кількість працівників засобів масової інформації країни втратили роботу під час пандемії. 10 засобів масової інформації, включно з «TOLOnews» та «Ariana News», звернулися до уряду Афганістану за допомогою. Менша кількість приватних та рекламних оголошень призвело до падіння доходів засобів масової інформації.

### Економіка

#### Втрата роботи та бідність
До 16 квітня у провінції Герат було закрито понад 35 тисяч магазинів і фабрик, що призвело до втрати прибутку та безробіття багатьох людей. Економічні труднощі призвели до того, що працівники та власники магазинів не могли платити орендну плату. У провінції також зупинилось будівництво. 17 квітня власники магазинів та вуличні торговці в Кабулі оголосили протест у зв'язку з тим, що їх доходи зменшились внаслідок карантинних заходів. У бідних районах Кабула втратили роботу також чоловіки, які є годувальниками сімей. Уряд оголосив про запровадження програми допомоги уразливим сім'ям. 18 квітня представники влади та волонтери в провінції Балх повідомили, що понад 20 тисяч переселенців та осіб, які повернулись з-за кордону, а також понад 10 тисяч малозабезпечених сімей у провінції потребують допомоги через втрату роботи годувальника, низькі зарплати та безробіття. Продукти харчування з Узбекистану ще не були розподілені між малозабезпеченими сім'ями, незважаючи на те, що вони прибули ще тиждень тому.

#### Місцеві підприємства
12 квітня національна енергетична компанія «Да Афганістан Брешна Шеркат» попросила уряд надати їй позику в розмірі 50 мільйонів доларів, повідомивши, що вона втратила 60 % своїх доходів під час епідемії. Якщо не буде оплачена електроенергія, яка надходить з Узбекистану, в Афганістані можуть розпочатися відключення електроенергії.
21 квітня міністерство внутрішніх справ країни розпочало розслідування щодо роботи під час суворого карантину ресторану «Сім зірок» у Таймані. Про роботу ресторану правоохоронці дізналися з повідомлення агентства «TOLOnews». 22 квітня ресторан був зачинений, а власника притягнуто до кримінальної відповідальності. 23 квітня слідство щодо власника «Семи зірок» Шакіли Ібрагіма було передано до Генеральної прокуратури Афганістану. Афганський комітет з безпеки журналістів порадив уряду взяти розслідування під свій контроль.
7 травня авіакомпанія «Kam Air» повідомила, що під час локдауну вона втрачала понад 6 мільйонів фунтів стерлінгів на тиждень, оскільки призупинено всі 119 місцевих та міжнародних рейсів. Авіакомпанії вимагали від міністерства фінансів звільнення від податків. Під час локдауну постраждали також туристичні компанії.

#### Торгівля
16 квітня майже 2 тисячі контейнерів, направлених для Афганістану, застрягли в порту Карачі в Пакистані. 3 червня Торгово-інвестиційна палата Афганістану повідомила, що спостерігається спад експорту до інших країн, закриті торгові шляхи до сусідніх країн. 20 червня міністерство внутрішніх справ Пакистану повідомило, що пункти перетину кордону Торкхем і Спін Болдак відкриватимуться на 6 днів на тиждень з дотриманням суворих карантинних заходів. 22 червня Пакистан відкрив свої пункти пропуску на кордоні, вперше за три місяці дозволивши експорт з країни. 15 липня Пакистан дозволив транзит афганських товарів до Індії через пункт пропуску Ваг після запровадження карантинних заходів щодо COVID-19. 17 липня Китай привітав відновлення торгових відносин між Афганістаном і Пакистаном після відкриття 5 наземних пунктів пропуску на кордоні, зокрема Торкхем, Чаман, Гулам-хан, Ангур-Ада та Данд-е-Патан.

### Освіта
14 березня повідомлено, що всі навчальні заклади в країні закриті до 21 квітня. Проте 11 квітня повідомлено, що заняття будуть проводитись в Інтернеті, а також транслюватися по телебаченню та радіо. 7 травня міністерство освіти запустило вебсайт для учнів шкіл мовами дарі та пушту. Виконуючий обов'язки міністра Мірваїс Балхі повідомив, що якщо іспити не будуть проведені у встановлені строки в приміщеннях навчальних закладів, то всі підсумкові завдання будуть оцінюватися онлайн. 19 червня повідомлено, що всі афганські школи та університети залишатимуться закритими до вересня. 22 серпня в Афганістані було знову відкрито всі навчальні заклади.

### Соціальна сфера
21 березня були закриті весільні зали та турецькі лазні, а урядові заклади з великою кількістю працівників припинили роботу. Запровадження локдауну на 5 тижнів у столиці країни Кабулі негативно вплинуло на малий бізнес у місті, зокрема на власників міських магазинів.

#### Протест у провінції Гор
9 травня в місті Чагчаран у провінції Гор було вбито 6 протестувальників, які протестували проти несправедливого розподілу продовольчої допомоги, яку надав Катар під час пандемії коронавірусної хвороби. Протестувальники напали на сили безпеки та урядові будівлі. Троє протестувальників були застрелені поліцією, а пізніше в місто були введені танки. Спілка журналістів Афганістану повідомила, що під час заворушень був убитий місцевий волонтер-радіоведучий Ахмадхан Навід. Загинули також двоє поліцейських. Міністерство внутрішніх справ країни повідомило, що 10 поліцейських та 9 цивільних осіб отримали поранення. Організація «Amnesty International» розпочала розслідування щодо застосування поліцією сили під час протестів.

### Імміграція
Протягом березня 2020 року понад 30 тисяч афганських іммігрантів повернулися з Ірану після спалаху епідемії коронавірусної хвороби через пункт пропуску на кордоні Іслам-Кала. Це стало найбільшою кількістю повернення афганських громадян з Ірану за останні десять років.

### Вплив на транспортне сполучення

#### Обмеження на поїздки
Після виявлення 3 підозр на коронавірусну хворобу в Гераті 23 лютого 2020 року Афганістан тимчасово закрив свій кордон з Іраном. 19 червня уряд Афганістану знову відкрив свій кордон з Іраном, щоб повернути афганських громадян, які опинились у скрутному становищі за кордоном, оскільки всі наземні та повітряні рейси були тимчасово скасовані.
У березні 2020 року афганське управління цивільної авіації призупинило виконання більшості міжнародних авіарейсів афганських авіакомпаній у зв'язку з пандемією коронавірусної хвороби. Авіакомпанії «Ariana Afghan Airlines» та «Kam Air» припинили виконання більшості рейсів, крім рейсів до Пакистану та Дубаю. 1 квітня уряд Афганістану призупинив виконання авіарейсів між Кабулом і Гератом. 19 червня повідомлено, що міжнародне авіаційне та наземне транспортне сполучення з іншими країнами, поїзки та перетин кордону з іншими країнами також залишаться під забороною до зменшення кількості випадків хвороби. 24 червня Афганістан відновив міжнародне авіасполучення.
21 жовтня 2020 року щонайменше 12 осіб загинули під час безладів на футбольному стадіоні на сході Афганістану. Близько 10 тисяч осіб знаходились на стадіоні в очікуванні отримання жетону, який надає дозвіл на подачу заявки на візу до Пакистану. Багато із заявників очікували візу для надання медичної допомоги. Інцидент стався після того, як консульство Пакистану в Джелалабаді відновило свою роботу після закриття на 8 місяців через карантинні обмеження, спричинені епідемією COVID-19.

### Заходи з боротьби з поширенням хвороби Пакистану
У зв'язку з посиленням протиепідемічних заходів у Афганістані та Ірані Пакистан закрив свій пункт пропуску Чама на кордоні з Афганістаном початково на 3 тижні, починаючи з 2 березня 2020 року, оскільки обидві країни підтвердили зростання числа випадків хвороби протягом останнього тижня. 13 березня всі пункти перетину на кордоні з Пакистаном були закриті. Також повідомлено, що з 16 березня Пакистан повністю закриває кордон з Афганістаном щонайменше на два тижні. 21 березня Пакистан знову відкрив кордон з Афганістаном.
4 квітня Пакистан повідомив, що пункти пропуску на кордоні Чаман і Торхам будуть відкриті з 6 до 9 квітня на прохання уряду Афганістану для афганців, що опинились у скрутному становищі за кордоном, щоб повернутися до своєї країни.